# Stefano Borgia
Stefano Borgia (ur. 3 grudnia 1731 w Velletri, zm. 23 listopada 1804 w Lyonie) – włoski kardynał, historyk, dyplomata, bibliofil, kolekcjoner rękopisów i autor książek.
Pochodził z wpływowego rodu Borgiów z Velletri. Jego wczesna edukacja była nadzorowana przez stryja Alessandra Borgię, arcybiskupa Fermo. W 1770 roku Stefano Borgia został sekretarzem Kongregacji Rozkrzewiania Wiary. W 1789 otrzymał kapelusz kardynalski, w 1801 został rektorem (prefektem ds. studiów) Collegium Romanum. Uczestniczył w konklawe, na którym wybrano papieżem Piusa VII.
W Kurii Rzymskiej był członkiem Kongregacji Rozkrzewiania Wiary (od 1789, w tym 1798–1800 jako proprefekt i od 1802 jako prefekt), Kongregacji Indeksu (od 1789, w tym w latach 1795–1802 jako prefekt), Kongregacji Soborowej (od 1789), Kongregacji ds. Egzaminowania Biskupów (od 1789), Kongregacji Konsystorialnej (od 1792), Kongregacji ds. Obrzędów (od 1793), trybunału Rzymskiej Inkwizycji (od 1795), Kongregacji ds. Wód (od 1795), Kongregacji ds. Korekty Ksiąg Rytów Wschodnich (od 1797) i Kongregacji ds. Ekonomicznych (od 1801).
Przez całe życie zajmował się kolekcjonowaniem rękopisów. Po jego śmierci zbiór rękopisów przeszedł na własność Museum Borgianum, a później został przekazany do Biblioteki Watykańskiej.
Alexander von Humboldt, przeglądając kolekcję kardynała Borgii po śmierci właściciela, odkrył mezoamerykański Kodeks Borgia. Do znanych rękopisów z kolekcji Stefana Borgii należy Codex Borgianus, grecko-koptyjski rękopis Nowego Testamentu oraz Naples, Biblioteca Vittorio Emanuele III, MS I B 18, koptyjski rękopis Starego Testamentu, z ilustracją Hioba i jego trzech córek. Jörgen Zoega sporządził dokładny katalog wszystkich jego koptyjskich rękopisów (wydany w 1810).

## Publikacje
- Monumento di papa Giovanni XVI (Roma, 1750);
- Breve istoria dell antica città di Benevento (Roma, 1763-69);
- Vaticana confessio B. Petri chronoligcis testimoniis illustrata (Roma, 1776);
- De Cruce Vaticanâ (Roma, 1779);
- De Cruce Veliternâ (Roma, 1780);
- Istoria del dominio temporale della Sede Apostolica nelle Due-Sicilie (Roma, 1788).